# REC Silicon
REC Silicon ASA ist ein norwegischer Hersteller von Silizium mit Sitz in Lysaker, der überwiegend in den Vereinigten Staaten produziert.
2014 produzierte das Unternehmen an seinen beiden Standorten Moses Lake, Washington und Butte, Montana, knapp 19 Mio. t Polysilizium und 3,5 Mio. t Silangas.

## Geschichte
Der 1996 in Norwegen gegründete Solarkonzern Renewable Energy Corporation ASA wurde nach wirtschaftlichen Schwierigkeiten im Oktober 2013 in zwei eigenständigen Unternehmen gespaltet. Die Renewable Energy Corporation ASA wurde dabei in REC Silicon ASA umbenannt. Die Solarsparte spaltete sich als REC Solar ab und ging als REC Solar Holdings AS an die Osloer Börse.